# Clematis kockiana
Clematis kockiana är en ranunkelväxtart som beskrevs av Camillo Karl Schneider. Clematis kockiana ingår i släktet klematisar, och familjen ranunkelväxter. Inga underarter finns listade i Catalogue of Life.